# Distrito de San José de Ticllas
El Distrito de San José de Ticllas es uno de los dieciséis distritos que conforman la Provincia de Huamanga, ubicada en el Departamento de Ayacucho, Perú.

## Historia
El distrito fue creado mediante Ley n.º 12365 del 20 de junio de 1955, en el gobierno del presidente Manuel Odría. Su capital es el centro poblado de Ticllas.

## Autoridades

### Municipales
- 2019 - 2022[3]
  - Alcalde: Walter Lapa Gómez, de Alianza para el Progreso.
  - Regidores:

  1. Richard Josué Quispe Lome (Alianza para el Progreso.)
  2. Fermín Taco Pariona (Alianza para el Progreso.)
  3. Rodrigo Quispe Albites (Alianza para el Progreso.)
  4. Maura León Rojas (Alianza para el Progreso.)
  5. Adrián Cconocc Calderón (El Frente Amplio por Justicia, Vida y Libertad)